# Aliénor (prénom)
Pour les articles homonymes, voir Aliénor.
Aliénor est un prénom féminin français.
Il est fêté le 25 juin.
- Pour l'ensemble des articles sur les personnes portant ce prénom, consulter :
  - la liste des articles dont le titre commence par ce prénom
  - les listes produites par Wikidata : Liste des personnes de prénom « Aliénor » — même liste en incluant les éventuels prénoms composés qui contiennent « Aliénor ».

## Étymologie
Aliénor est un anthroponyme d'origine germanique,,,,, mais son interprétation reste débattue.
Il peut procéder du wisigotique ali- (comprendre aljis [𐌰𐌻𐌾𐌹𐍃]) ou plus généralement du germanique *alja- signifiant « autre » ou « étranger »,. Il peut  s'agir d'un composé germanique alja-, « autre » et -nord(is) « nord », formé sur le second élément, selon les pratiques du haut Moyen Âge, du nom de la mère d'Aliénor d'Aquitaine, Aénor (lui-même composé de adal- « noble » et -nord(is) « nord »).
Pour Jacques Duguet, linguiste et historien du Poitou,, « il est évident que nous sommes en présence d'un anthroponyme germanique composé de deux éléments ». Il faut partir de la forme Agenordis qui, par palatalisation de [g], évolue en Aienordis puis en Aenordis. Les formes en Aden- (Adenordis), qui dominent en Anjou, au nord et à l'ouest du Poitou, peuvent laisser supposer l'introduction d'un -d- graphique ou la préexistence, moins probable, de la consonne occlusive dentale intervocalique [d] qu'il représente. Cet anthroponyme est forgé sur les thèmes germaniques ag- « craindre » ou « tranchant (de l'épée) » et -nord « nord », ou un allongement en ag(i)n- et -ord « pointe ». Nous pouvons alors avoir une simplification en Ainor, Aenor ou Aanor ou, par l'introduction d'un -l- par hypercorrection, aboutir à la forme Aliénor.
Des recherches onomastiques plus récentes proposent l'origine germanique suivante, selon une structure dithématique (composée de deux éléments) : de alda- qui signifie « ancien », dans le sens de « vénérable », ou alda- par métathèse de adal- qui signifie « noble », et nord- qui signifie « nord » (mais ce second élément peut aussi avoir un sens différent),. Les formes Adénor et Aliénor sont ainsi des formes dérivées de l'anthroponyme d'origine germanique Aldenord (Aldenor). La forme Aénor est elle-même issue d'Adénor après amuïssement du -d- intervocalique (Adenordis, Adenors, Adénor, Aénor),. On rencontrait les formes Aldénor et Aldenoris,.

## Histoire
La personne portant ce nom la plus célèbre est Aliénor d'Aquitaine. Sa mère étant Aénor de Châtellerault, elle aurait été nommée « Aliénor » (contraction de « alia Aenor »), pour ainsi dire « une autre Aénor ». Cependant, Aénor de Châtellerault ayant elle-même, en une occasion, signé sous le nom Aliénor, on peut douter de cette ingénieuse explication. Le fragile argument de Geoffroy de Vigeois, contemporain de la reine, peut n'être qu'un jeu de mots savant. Il y aurait eu d'autres Aliénor avant Aliénor d'Aquitaine, mais il semble pourtant que l'on a francisé ultérieurement en Aliénor ces Adenordis, Adenoris et Aenoris. En effet, chez les aïeules d'Aliénor les formes avec  -l-  sont inconnues. Elles n'apparaissent que dans le nom de sa mère. Aliénor a reçu un nom traditionnel dans sa famille, :
- Aliénor (ou Adénor[22]ou  Hardouine)[32], femme du vicomte de Thouars Aimery II qu'il a épousée en 935 et mère de Herbert Ier ;
- Adénor[33](ou Ainor ou Aynors), femme du vicomte Geoffroy II de Thouars et mère d'Aimery IV de Thouars[34];
- Aliénor (ou Adénor[35] ou Aénor ou Ainor) de Thouars, fille de Aimery IV de Thouars[36], née vers 1055, femme de Boson II de Châtellerault[37], grand-mère d'Aénor de Châtellerault.

Adénor, Aénor et Aliénor et leurs très nombreuses variantes (Alienordis, Adhenoris, Aenordis, Adenordis, Adenorde, Adenoris, Agenordis, Aienordi, Ainordis, Ainoris, Anordis, Aynorde, Helienordis, Helionordis, Elienoris, pour les formes latinisées, Ainors, Aanor, Aynor et tant d'autres) classés dans la catégorie des noms d'origine germanique par la linguiste Marie-Thérèse Morlet, s'employaient en réalité indifféremment, au gré des nombreux écrits et des langues, pour une même personne. On trouve toutefois la présence des deux graphies Aenordis et Alienordis, conjointement sur une même charte, en 1130, afin de différencier la mère et la fille. Aliénor elle-même est appelée Aanor, en 1144-1145, par l'abbé Suger, Aenordis (Aenorde) dans la chronique de Morigny (1095-1152) et Aienordis dans une charte de Fontevraud de 1223. La renommée d'Aliénor d'Aquitaine ainsi que ses sceaux ont concouru à fixer le prénom sous la forme conservée par les historiens, telle que nous la connaissons actuellement.
L'élément -nor se retrouve dans plusieurs prénoms des familles de Thouars et de Châtellerault aux Xe et XIe siècles (construction d'après le principe de la variante ou variation thématique), avec, outre les nombreuses Adénor ou Aénor, les germaniques Widenor, Godenor (ou Gonnor), et Gunnor de Normandie, leur ancêtre aux origines indéniablement nordiques.

## Autre
D'autres hypothèses parfois avancées, rarement sourcées de manière sérieuse, ou fantaisistes : latine ou grecques (y compris une confusion avec Hélène), celtiques (y compris une confusion avec Enori ou Enora), sémitiques (arabe ou hébraïque), reposant sur une vague proximité phonétique, et souvent élaborées à partir des formes postérieures et tardives en Eleo-, ne résistent pas à une étude approfondie.
Aliénor est passé dans la plupart des langues européennes via sa forme en langue d'oïl Éléonore et en langue anglaise sous la forme Eleanor.

## Variantes
- français : Éléonore , Léonore

Ce prénom peut être exceptionnellement porté par des hommes, avec ou sans « e » final, pour exemple Éléonore Tenaille de Vaulabelle.
- allemand : Eleonore
- anglais : Eleanor , Elinor
- breton : Azenor
- catalan : Elionor
- espagnol : Leonor
- grec : Ελεονώρα
- hongrois, slovaque : Eleonóra
- Irlandais : Eileanóir, Eilíonóra
- italien, néerlandais, polonais : Eleonora
- latin: Alienordis
- occitan : Alienòr
- portugais : Leonora, Leonor
- suédois : Eleonora, Ellinor

## Occurrence
Plusieurs reines et princesses portent le nom d'Aliénor, toutes nommées ainsi à la suite d'Aliénor d'Aquitaine.
Environ 5537 Françaises portent ce prénom en 2022. Son année record d'attribution est 2024 avec 325 naissances. Environ 200 Belges portent ce prénom, depuis 1995, avec un pic de 17 naissances en 2015.